# افسر دوم (نیروی دریایی)
افسر دوم (انگلیسی: Second mate) از رستهٔ افسران عرشه و عنوان منصبی دارای مجوز دپارتمان عرشه یک کشتی (معمولاً کشتی تجاری) است که دارای گواهینامهٔ صلاحیت افسری دوم است.